# موجة ألففين

أمواج ألففين هي نوع من أمواج هيدروديناميكا مغناطيسية وسمي على اسم هانز ألففين.

## التعريف
إن أمواج إلففين عبارة عن بلازما منخفضة التردد ينقل الأيونات و الحقل المغناطيسي بشكل متذبذب
تنتشر موجو ألففين في اتجاه الحقل المغناطيسي على الرغم من وجود انحراف واختلاف قليل عن الموجة المغناطيسية